# Euphorbia leontopoda
Euphorbia leontopoda es una especie fanerógama perteneciente a la familia de las euforbiáceas. Es endémica de Somalía.

## Descripción
Es un arbusto perenne , débilmente erecto que alcanza un tamaño de 50 cm de altura, con la difusión de las ramas suculentas desde una raíz grande y carnosa tuberosa, las ramas con (3 -) 5-6  ángulos, profundamente aladas y  constreñidas en segmentos de hasta 5 cm de largo y 6 cm de ancho. La inflorescencia es un ciatios de color amarillo.

## Ecología
Se encuentra en el suelo rocoso en bosques abiertos de Buxus hildebrandtii; a una altitud de 1300-1650 metros.
Es muy cercana a Euphorbia ballyi, y se asemeja mucho a Euphorbia buruana y Euphorbia pseudoburuana.

## Taxonomía
Euphorbia leontopoda fue descrita por Susan Carter Holmes y publicado en Nordic Journal of Botany 12(4): 403. 1992.
Etimología
Euphorbia: nombre genérico que deriva del médico griego del rey Juba II de Mauritania (52 a 50 a. C. - 23), Euphorbus, en su honor – o en alusión a su gran vientre –  ya que usaba médicamente Euphorbia resinifera. En 1753 Carlos Linneo asignó el nombre a todo el género.
leontopoda: epíteto